# 23 Ting
23 Ting er inspireret af et koncept lavet af Helene Blowers fra biblioteket i Charlotte, North Carolina, USA.
Helene Blowers har bygget sit koncept dels over en artikel af Stephen Abram kaldet 43 Things I (or You) might want to do this year Arkiveret 31. december 2008 hos  Wayback Machine og dels over webstedn 43 Things Arkiveret 8. december 2012 hos  Wayback Machine.
Idéen bag 23 ting er at personalet på bibliotekerne skal kunne følge med i den nyeste udvikling på internettet. Man starter først en personlig blog på Internettet. Derefter går man i gang med opgaverne. Det er frivilligt om man vil deltage eller ej og det er også tilladt at springe fra undervejs i forløbet.
Kurset blev første gang afholdt i august 2006. 352 deltagere fra Public Library of Charlotte & Mecklenburg County lavede blogs og mange gæster deltog også. 
Det oprindelige projekt har inspireret mere end 200 biblioteker i USA og en række andre lande til at lave deres egne 23 ting-projekter.

## 23 ting i Danmark
Danske bibliotekschefer på rejse i USA blev præsenteret for projektet og i starten af 2007 indledte bibliotekerne i København, Herning og Randers et projektsamarbejde om at oversætte det amerikanske forløb til et kursus der passer til danske biblioteker. 
Deres formål med 23 ting var at inspirere til på en sjov måde at:
- Udforske og lære de nye web 2.0 teknologier
- At blive i stand til at bruge disse teknologier i ens arbejde
- At, alene og i fællesskab, opleve en ny måde at lære på

Projektet gik i gang i april 2007 og 359 ansatte fra de 3 biblioteker havde meldt sig til.
Hver uge blev der lagt opgaver ud på projektets blog 
Forløbet varede 11 uger hvor deltagerne legede sig igennem mange nye web 2.0-teknologier og tilegnede sig færdigheder som de måske slet ikke troede de kunne.
Ikke alle deltagere kom igennem det af forskellige årsager. Tidsmangel har været den største årsag. 
Det første danske projekt inspirerede biblioteker i hele Danmark til at starte deres egne 23 ting-kurser. Mange biblioteker har gennemført deres første omgang 23 ting og enkelte har gennemført eller er i gang med anden runde.

## Fodnoter
1. ↑  "Bibliotek 2.0 / 23 ting". Arkiveret fra originalen 14. juni 2007. Hentet 13. november 2008.